# 謎戀貓
謎戀貓（先前的非正式中文釋名有加密貓、乙太貓、以太貓、虛擬貓等），是一款以加密貨幣以太幣（Ether）交易的虛擬貓咪休閒遊戲，2017年11月28日公開上線營運。
謎戀貓由溫哥華一個名為Axiom Zen的創業工作室（Venture Studio）打造，自2017年11月28日上線後，在加密貨幣愛好者圈內掀起一陣養貓的旋風，成為目前為止以太坊生態單日使用率最高的應用，曾佔據以太坊網路16%以上的交易流量，導致以太坊網路不堪重負，出現嚴重擁堵，轉帳交易延遲、無法轉帳。
本遊戲定位並非真正用實體動物進行加密貨幣交易，而是提供了一個可以快速瞭解加密貨幣生命週期的遊戲。每個玩家可以完全擁有虛擬貓咪，可以購買、出售、馴養後代，除金錢交易外所有販售及馴養過程皆為公開。
2018年10月，謎戀貓用家養育的謎戀貓總共達到一百萬隻，是遊戲發展至今重要的里程碑。同年，謎戀貓和德國博物館卡尔斯鲁厄艺术与媒体中心合作，為訪客講解区块链技術，展開貢獻区块链教育的序幕。
隨著謎戀貓的火熱，類似謎戀貓的項目也相繼在以太坊甚至其他平台上推出，例如EOS鏈上的CryptoZombies﹑百度推出Achain鏈上的以太狗等，但亦有批評指以太狗連畫風都是由抄襲謎戀貓而來。

## 備註
1. 1 2  超夯「以太貓」完成 7000 萬美元 A 輪融資，將開發區塊鏈 AR 遊戲！
2. ↑  2017年12月3日：【靠比特幣運用資產Blog】「在區塊鏈上養貓? 介紹CryptoKitties」（ブロックチェーンで猫を飼う！？CryptoKittiesを紹介）；。
3. ↑  2017年12月4日：【電週文化事業】以太幣遊戲《CryptoKitties》上線不到一周，交易額突破190萬美元；陳曉莉 。
4. ↑  . TechNews 科技新報.   [2019-01-04]. （原始内容存档于2019-01-04） （中文（臺灣））.

## 外部連結
- 官方網站（页面存档备份，存于）